# 시카고 (뮤지컬)

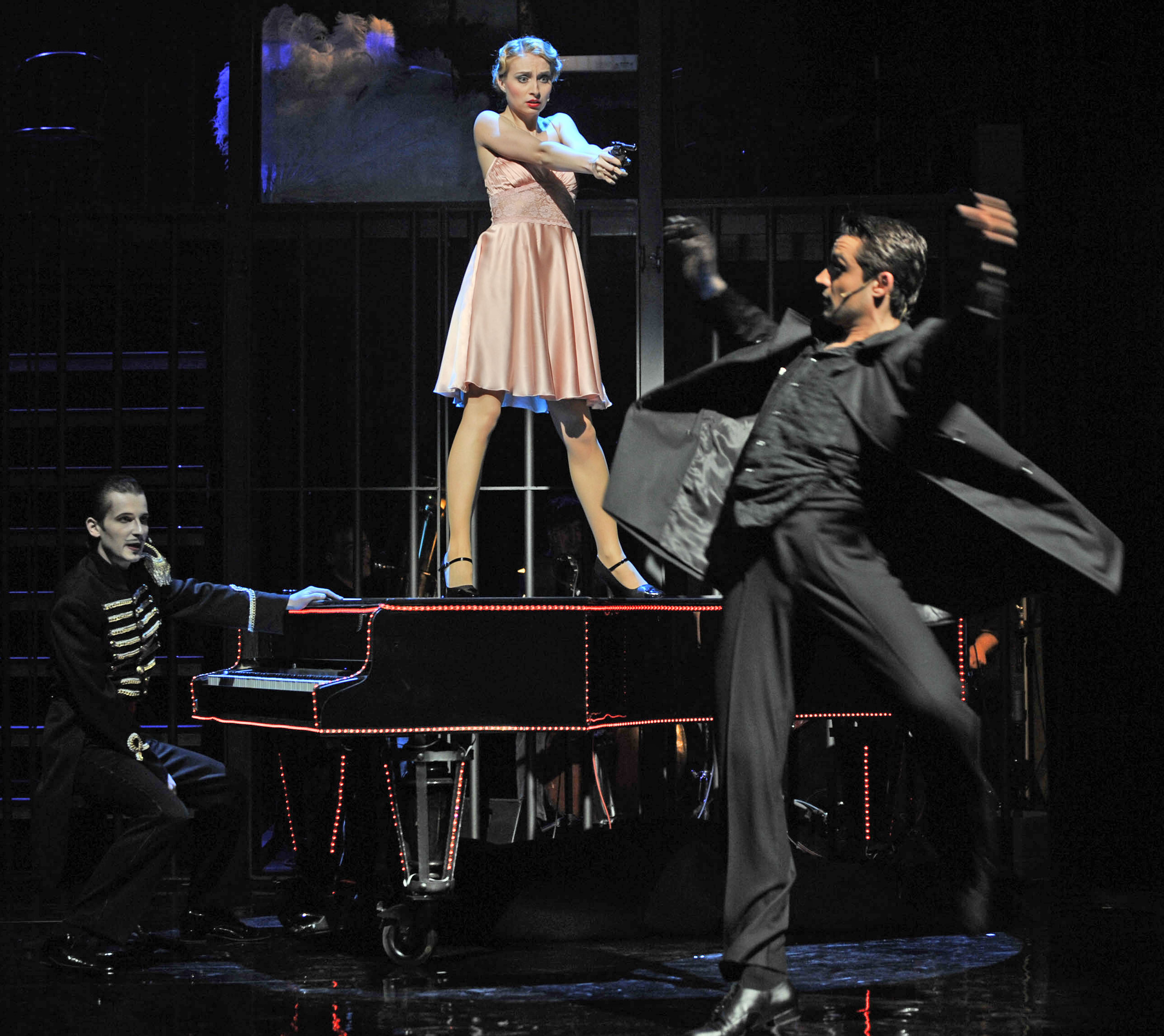

시카고(Chicago)는 1975년 초연된 미국의 뮤지컬이다. 할리우드에서 두번 영화화가 되었다.
오리지널 브로드웨이 프로덕션은 1975년 46번가 시어터에서 열렸으며 1977년까지 936번의 공연을 했다.